# チルドレンズ・コーナー
チルドレンズ・コーナーは、かつて存在したアニメ制作会社である。

## 概要
東映動画出身の山本善次郎が責任者だった「東映動画三幸スタジオ」こと「東映動画大森分室」が1964年、山本アニメーション研究所としてスタジオごと独立し、チルドレンズ・コーナーのアニメ制作部門が設立され、東映動画のアニメのグロス請けや「おそ松くん」などの元請けをした。ただ、アニメ経験がない10代の新人アニメーターが制作した、同社制作のアニメ「おそ松くん」の原作者である赤塚不二夫はあまりにも完成度が低く、作画崩壊や作画ミスの多い出来に不満を漏らしていた。そのため、途中から同社制作のアニメは他社（スタジオ・ゼロなど）と共同制作し、一部を当時ここの所属であった永沢詢が設立した百人町スタジオに外注するようになった。1968年に解散し、スタッフは放送動画制作に出向し、そこのアニメ事業が解散した後、「オフィス・ユニ」→「土田プロダクション」を経て、現在は「スタジオコメット」にスタッフが引き継がれる。

## 制作作品
- おそ松くん（第1作）（途中からスタジオ・ゼロと共同制作、1966年 - 1967年）
- 魔法使いサリー（第1作）（制作元請：東映動画、各話制作協力、1966年 - 1968年）
- かみなり坊やピッカリ・ビー（放送動画制作と共同制作、1967年 - 1968年）
- ジョニーサイファー（1968年 - 1969年、ワーナー・ブラザース＝セヴン・アーツ、スタジオ・ビーズ、テレビ動画と共同制作）